# 巴哈伊信仰与宗教同源
宗教同源是巴哈伊信仰关于世界主要宗教本质同一的阐释。这一原则揭示了大多数宗教的教义是来自同一上帝的意旨。这一教义与上帝唯一、人类一体同属巴哈伊信仰的核心教义。
巴哈伊认为实质上只有一个天启宗教。随着人类的成熟和理解能力的成长，上帝通过不同的上帝的显示者渐进的启示各宗教。各宗教的外在表现不同，是因为历史阶段和地域差别对宗教的不同需要所致。

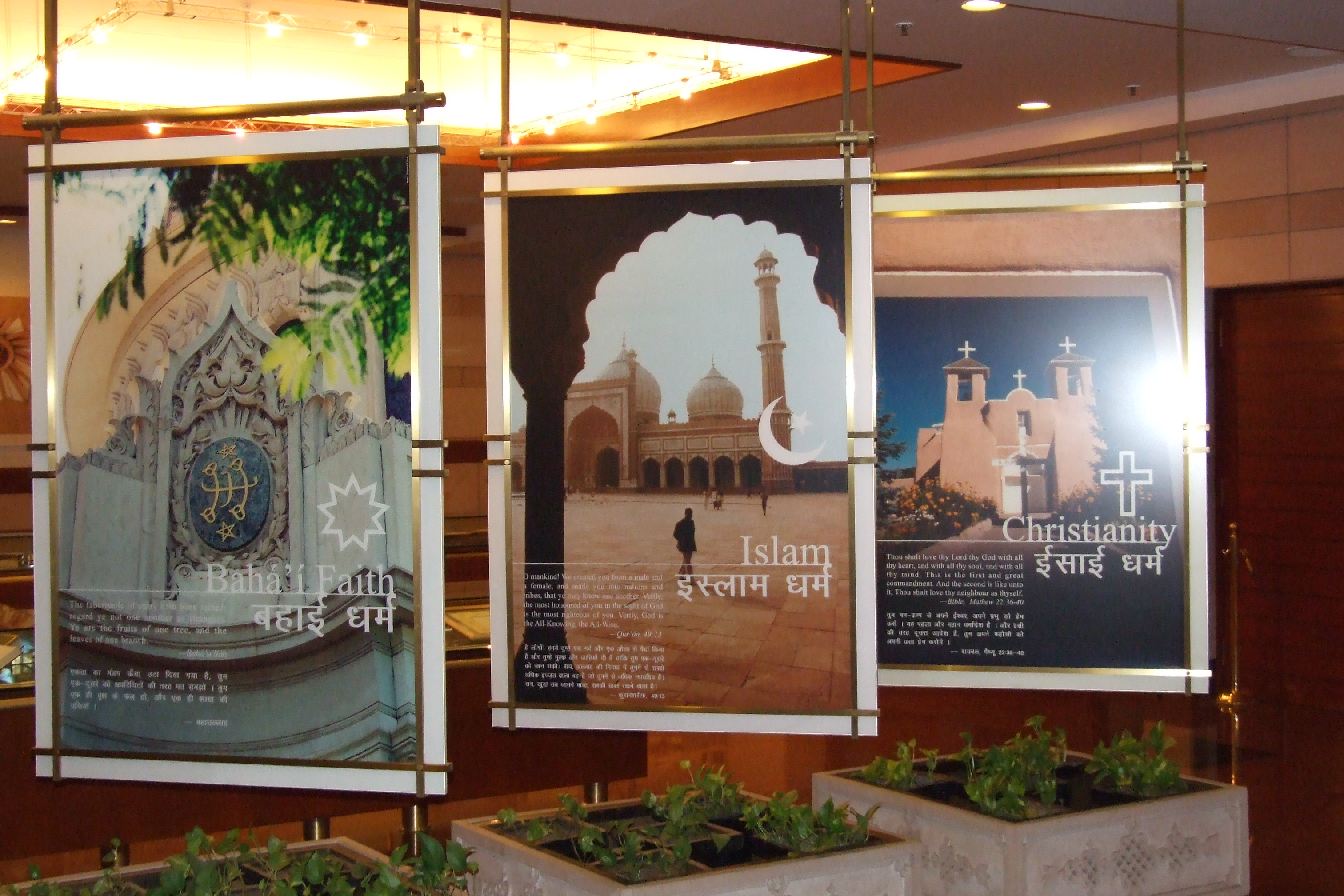
印度新德里莲花寺的信息中心

巴哈伊认为，上帝的显示者具有双重特质，既有人类特质，也有神圣的特质。他们具有神圣特质，因为他们都来自同一个上帝并阐述其意旨；他们具有人类特质，因为每位上帝的显示者以不同的称谓为大家所知，具有各自特定的任务，并作出不同的启示。
巴哈伊信仰的创立者巴哈欧拉宣称其系继耶稣、佛陀、穆罕默德等神圣使者后之的，最新的（但不是最后一位）上帝的显示者。

## 宗教的同一性
巴哈伊教义认为，同一个上帝在不同时代、不同地区，通过不同的使者向人类启示其意志。在这个意义上，巴哈伊认为所有宗教根植于同样的基础，而不同的宗教只是“永恒的历史中的不同阶段与同一个宗教的不断演化”。

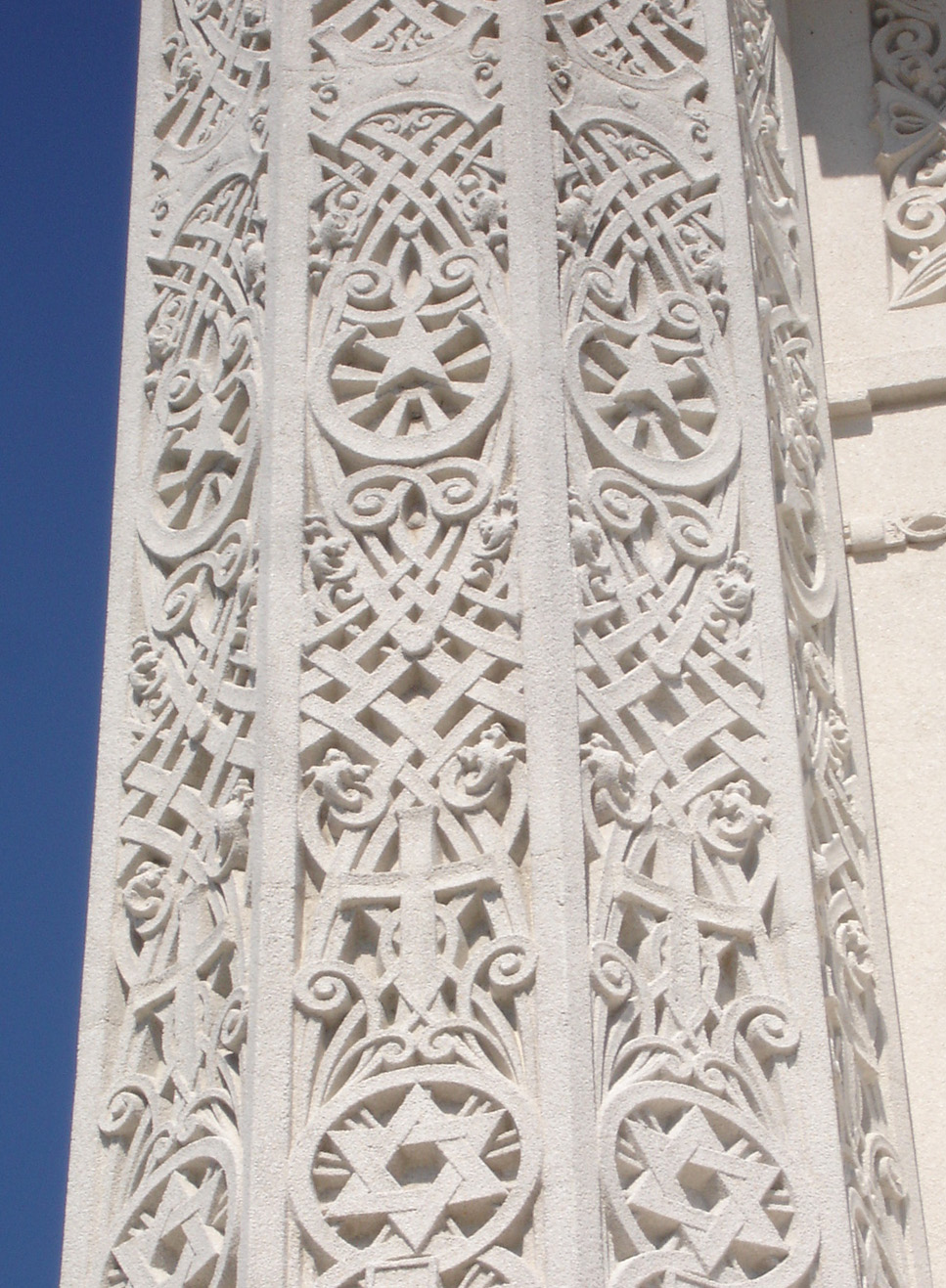
位于美国伊利诺伊州威尔敏特巴哈伊灵曦堂的石柱上不同宗教的符号

巴哈伊信仰中渐进启示的概念可以描述为，上帝通过其显示者，有规律而周期性地向人类展现其意志。每位圣使将依次确立圣约并创立一个宗教。依照巴哈伊圣作所述，这个启示的过程永不止息，上帝的显示者们创立了持续而不间断的宗教这一主题意指启示具有进化性，每位上帝显示者为人类带来的启示（或宗教）都比其前者的范围更大。上帝显示者带来启示的差异并不是因为显示者的差别，而是可以归因于由于不同的世俗、社会和人类因素；这些差异与“时代的不同需要”、“条件”及人类的“灵性能力”相一致。。巴哈伊教义认为宗教教义中的一些特定方面是绝对的，而其他的则是相对的。如所有宗教均赞扬诚实谴责偷盗，但是不同的宗教关于社会习俗的律法却不同，如关于婚姻的规定。由于人类社会逐渐而缓慢地经过从家族团结、部落团结到更高层次的国家团结，这些差异的存在是必要的。
因此，宗教真理对其接受者而言是相对的而非绝对的。每位显示者都会重申永恒的道德和灵性真理，也会改变教义以反映人类在其出现之时特殊的灵性和物质演变。在巴哈伊看来，人类的灵性潜能和接受能力已历时获得发展，关于这些灵性真理的论述深度也会发生变化。

## 先知的同一性
上帝的显示者的概念在巴哈伊信仰中，与通常所说的先知类似。上帝的显示者指能够在人类世界反映神圣品质以促进人类道德与文明的进步与发展的一系列人物。在巴哈伊信仰中，上帝的显示者是人类认识上帝的仅有渠道。他们是在物质世界反射上帝品质的完美镜子。巴哈伊教义认为所有人类发展的动力都归因于上帝的显示者的到来。
巴哈伊认为所有上帝的显示者都来源于同一个上帝，具有用样的灵性和抽象本质，祂们之间完全平等。巴哈欧拉解释说，不同显示者及其教义的差异是来源于祂们出现时所在文明的不同需要和能力，而非由于祂们在重要性或是本质上存在差异。
上帝的显示者是“同一”的，他们相互具有同一性和相异性。因此，上帝的显示者都会在上帝与创造物之间为共同的宗旨发挥同样的媒介作用。每个显示者以此方式显示上帝之言，教导同一宗教，并根据听者的特别需要和文化做一些修改。巴哈欧拉写道每个上帝的显示者都具有相同的灵性品质，因此祂们可以被看作是所有先前显示者的“再临”。
巴哈伊相信上帝的显示者的同一性并不意味着同一人灵于不同时代在不同身体上重生。以巴哈伊的观点来看，各显示者的个性均有不同，是独立的个体存在。而祂们的平等来源于对上帝的显示以及显示上帝之美质的程度相同。
没有一个明确的上帝的显示者列表，然而巴哈欧拉和阿博都巴哈列举了一些广为人知的上帝的显示者，包括：亚当、诺亚、克里希纳、琐罗亚斯德、佛陀、耶稣和穆罕默德。巴孛和巴哈欧拉也包含在此范围内。因此，宗教史被认为是一系列时期或是“天启”，即各上帝的显示者为其所处时代和地区带来了更为广范和更先进的启示。
巴哈伊认为巴哈伊启示并非上帝指导人类灵性发展的最后阶段。巴哈伊圣作确认在巴哈欧拉来临的1000年之后，另一位显示者将会前来促进人类文明。

## 对真理及二元论的看法

巴哈伊符号，代表上帝、上帝的显示者及创造界

巴哈伊信仰中的一个核心原则为真理是相对的而非绝对的，世界上不同宗教教义的不同为真理的不同面向的体现。巴哈伊文献中同时包括自然界的二元论与一元论的叙述。穆詹·莫温认为这种不同是因为观测者所站的角度的不同，而非源于被观测物，亦非高级真理与低级真理的关系。又因为上帝的本质是无法描述的，而关于上帝的不同的神学理论仅源于人类的想象，因而，巴哈伊并未过分强调形而上的主题，而是更关注伦理学与社会行为
Roland Faber则从佛教的非二元论的视角对此进行了讨论。

## 合一宗教
巴哈伊认为其信仰的创立者巴哈欧拉是琐罗亚斯德、亚伯拉罕、摩西、耶稣、穆罕默德、克里希纳和佛陀的继承者。这种对其他宗教创立者的承认，使得很多人认为巴哈伊信仰是一种合一宗教。然而，巴哈伊及其宗教经典明确否认这种观点。巴哈伊认为巴哈欧拉的一系列启示是独立来自的上帝的。其与先前宗教的关系类似基督教与犹太教的关系。巴哈伊将其他宗教信仰视为上帝在人类不同阶段所进行的渐进启示，其均指向同一真理，而在这一时代，这些真理在巴哈伊的启示中汇聚。巴哈伊拥有其自己的宗教经典、对自己与其他宗教经典的阐释、律法与宗教仪轨。

## 对世界宗教领袖的呼吁
2012年，世界正义院向世界宗教领袖发出信函，陈述宗教与教派间仇恨的危害，呼吁所有宗教参与“超越过去固有观念”的运动。 2005年，主要面向巴哈伊信徒的同一个信仰 （页面存档备份，存于）出版，在这份文献中，表明了巴哈伊面临的一个主要挑战是传扬宗教同源与克服宗教偏见的原则。

## 延伸阅读
主要来源：
- `Abdu'l-Bahá. . Wilmette, Illinois, USA: Bahá'í Publishing Trust. 1908 [1990]. ISBN 0-87743-190-6.
- Bahá'u'lláh. . Wilmette, Illinois, USA: Bahá'í Publishing Trust. 1862. ISBN 1-931847-08-8.
- Bahá'u'lláh. . Haifa, Israel: Bahá’í World Centre. 2006. ISBN 0-85398-969-9.

次要来源：
- Momen, Moojan (ed.). . Oxford, UK: George Ronald. 2005  [2016-03-06]. （原始内容存档于2020-02-19）.
- Momen, Moojan. . Oxford, UK: George Ronald. 1994. ISBN 0-85398-384-4. (short version of this title here （页面存档备份，存于）).
- Momen, Moojan. . Oxford, UK: George Ronald. 1990  [2016-03-06]. ISBN 0-85398-299-6. （原始内容存档于2021-02-25）.
- Momen, Moojan. . Oxford, UK: George Ronald. 2000  [2016-03-06]. ISBN 0-85398-446-8. （原始内容存档于2019-09-15）.
- Momen, Moojan. . Oxford, UK: Oneworld Publications. 2009 [Originally published as The Phenomenon of Religion in 1999]  [2016-03-06]. ISBN 978-1-85168-599-8. （原始内容存档于2021-02-25）.
- Rost, H.T.D. . Oxford, UK: George Ronald. 1986. ISBN 978-0-85398-227-2.
- Sours, Michael. . Los Angeles, United States: Kalimat Press. 2000  [2016-03-06]. ISBN 1-890688-06-1. （原始内容存档于2020-07-26）.
- Saiedi, Nader. . USA: University Press of Maryland and Association for Baha'i Studies. 2000  [2016-03-06]. ISBN 1883053609. （原始内容存档于2020-07-30）.
- Lights of Guidance: Prophets and Prophecies of Various Religions （页面存档备份，存于）
- Related documents on Bahá'í Library by various authors （页面存档备份，存于）